# リボン (企業)
株式会社リボン（英: RIBON Co.,Ltd. ）は、日本の製菓会社。本社は愛知県小牧市。名古屋市でのウエハース製造が始まりで、現在は全国に展開し、キャンディ、ドーナツ、ゼリーなどを製造する。

## 沿革
- 1970年（昭和45年）1月 - 名古屋市西区上堀越町において創業[1]。
- 1975年（昭和50年）5月 - 上堀越町において株式会社リボン食品を設立[1]。また、同年7月には西区長先町に名古屋第一工場が完成[1]。
- 1985年（昭和60年）9月 - ハードキャンディーの生産を開始。
- 1989年（平成元年）9月 - 会社名をリボンに変更し、本社を小牧市に移転[1]。
- 2021年6月 ｰ 岐阜県海津市と岐阜県土地開発公社が造成した同市の駒野工業団地の2万9000平方メートルを取得し、新工場を立ち上げるため、同公社と土地売買予約契約を、海津市と企業立地協定を締結した[2][3][4]。2023年12月に工場を完成させ、小牧市と名古屋市にそれぞれ持つ工場機能の一部を移す計画だった[2]。
- 2023年10月 ｰ 上記の海津市進出計画について、建築資材の高騰で建設費用の大幅な増加が避けられず、今後の見通しが立たないとして、計画を断念し海津市との企業立地協定を合意解除[5]。

## 主な商品
- ハードキャンディー（飴）

生梅飴、生黒糖飴、ソフト北海道、炭焼珈琲飴、ミックス牛乳飴、生ゆずのど飴、たんきりのど飴、駄菓子屋さんのあめ玉など。
- ドーナツ

おいしいミルクドーナツ、つぶあんドーナツ、スイートドーナツなど。
- ゼリー

ピュアフル、スティックゼリーなど。

## 事業所
- 本社・小牧工場（愛知県小牧市）[1]
- 小木東工場（愛知県小牧市）[1]
- 名古屋工場（愛知県名古屋市長先町）[1]